# Labská Stráň
Labská Stráň är en ort i Tjeckien.   Den ligger i regionen Ústí nad Labem, i den norra delen av landet, 90 km norr om huvudstaden Prag. Labská Stráň ligger 327 meter över havet och antalet invånare är 189.
Terrängen runt Labská Stráň är lite kuperad. Runt Labská Stráň är det ganska tätbefolkat, med 108 invånare per kvadratkilometer. Närmaste större samhälle är Děčín, 7,5 km söder om Labská Stráň. I omgivningarna runt Labská Stráň växer i huvudsak blandskog.